# Walter Andrae

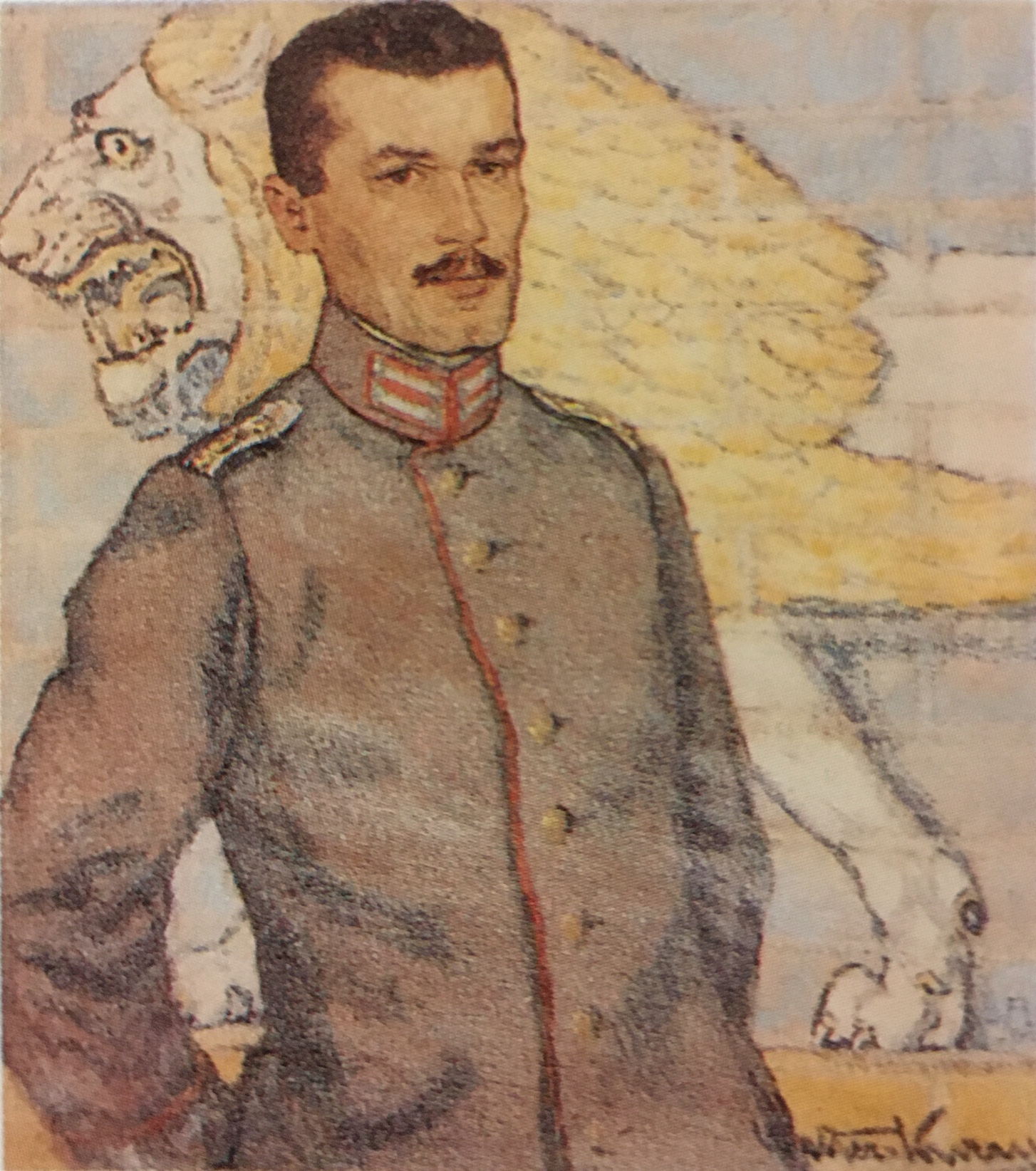
Walter Andrae, porträtt av en, 1915.

Ernst Walter Andrae, född 18 februari 1875, död 28 juli 1956, var en tysk arkeolog och museiman.

## Biografi
Andrae var direktör för främreasiatiska avdelningen vid de statliga museerna i Berlin från 1928. Han deltog under Robert Koldewey i utgrävningen av Babylon 1899-1903 och ledde 1903-1913 utgrävningarna i Assur och undersökningen av Hatra, vilka resultat han publicerade i ett flertal verk. Utgrävningarna i Assur beskrevs i Das wiederstandende Assur (1938). Bland Andraes övriga verk märks avsnittet Vorderasien i Handbuch der Archäologie (1939).